# Isael da Silva Barbosa
Isael da Silva Barbosa (São Paulo, Brasil, 13 de febrero de 1988), más conocido como Isael, es un futbolista brasileño. Juega de centrocampista en el Al-Jabalain Club de la Liga Príncipe Mohammad bin Salman.

## Trayectoria
Isael empezó a jugar en la cantera del Grêmio desde 2006 dando el salto al primer equipo en 2009 desde donde fue cedido al Sport Club do Recife. En la siguiente temporada comenzó su aventura europea en el Giresunspor de la TFF Primera División de Turquía.
Volvió a Brasil donde pasó dos temporadas en diferentes equipos para volver a Europa fichando por el equipo portugués Clube Desportivo Nacional.
Finalmente firmó un contrato de 18 meses con el equipo ruso FC Krasnodar, y una vez que el mismo acabó, decidió fichar por el FC Kairat hasta 2018, año en el que abandonó el club debido a la finalización del contrato. El 1 de febrero de 2019 fichó por el Ferencvárosi TC.

## Clubes
| Club                             | País           | Año       |
| -------------------------------- | -------------- | --------- |
| Grêmio Foot-Ball Porto Alegrense | Brasil         | 2006-2011 |
| Sport Club do Recife (cedido)    | Brasil         | 2009-2010 |
| Giresunspor (cedido)             | Turquía        | 2010-2011 |
| Coritiba F. C.                   | Brasil         | 2011-2012 |
| Fortaleza E. C. (cedido)         | Brasil         | 2011      |
| A. D. São Caetano (cedido)       | Brasil         | 2012      |
| C. D. Nacional                   | Portugal       | 2012-2013 |
| F. C. Krasnodar                  | Rusia          | 2013-2014 |
| F. C. Kairat                     | Kazajistán     | 2014-2018 |
| Ferencvárosi T. C.               | Hungría        | 2019-2021 |
| Umm-Salal S. C.                  | Catar          | 2021-2022 |
| Al-Jabalain Club                 | Arabia Saudita | 2022-     |

## Palmarés

### Títulos nacionales
| Título                  | Club                 | País       | Año  |
| ----------------------- | -------------------- | ---------- | ---- |
| Campeonato Pernambucano | Sport Club do Recife | Brasil     | 2010 |
| Copa de Kazajistán      | F. C. Kairat         | Kazajistán | 2014 |
| Copa de Kazajistán      | F. C. Kairat         | Kazajistán | 2015 |
| Copa de Kazajistán      | F. C. Kairat         | Kazajistán | 2017 |
| Copa de Kazajistán      | F. C. Kairat         | Kazajistán | 2018 |
| Nemzeti Bajnokság I     | Ferencvárosi T. C.   | Hungría    | 2019 |
| Nemzeti Bajnokság I     | Ferencvárosi T. C.   | Hungría    | 2020 |
| Nemzeti Bajnokság I     | Ferencvárosi T. C.   | Hungría    | 2021 |